# Bartley (Virginia Occidental)
Bartley es un lugar designado por el censo ubicado en el condado de McDowell en el estado estadounidense de Virginia Occidental. En el Censo de 2010 tenía una población de 224 habitantes y una densidad poblacional de 74,82 personas por km².

## Geografía
Bartley se encuentra ubicado en las coordenadas 37°20′5″N 81°44′4″O / 37.33472, -81.73444. Según la Oficina del Censo de los Estados Unidos, Bartley tiene una superficie total de 2.99 km², de la cual 2.96 km² corresponden a tierra firme y (1.21%) 0.04 km² es agua.

## Demografía
Según el censo de 2010, había 224 personas residiendo en Bartley. La densidad de población era de 74,82 hab./km². De los 224 habitantes, Bartley estaba compuesto por el 100% blancos, el 0% eran afroamericanos, el 0% eran amerindios, el 0% eran asiáticos, el 0% eran isleños del Pacífico, el 0% eran de otras razas y el 0% pertenecían a dos o más razas. Del total de la población el 1.34% eran hispanos o latinos de cualquier raza.